# Calliostoma doncorni
Calliostoma doncorni là một loài ốc biển, là động vật thân mềm chân bụng sống ở biển thuộc họ Calliostomatidae.